# Jerzy Ablewicz
Jerzy Karol Ablewicz (ur. 1 listopada 1919 w Krośnie, zm. 31 marca 1990 w Tarnowie) – polski duchowny rzymskokatolicki, biskup diecezjalny tarnowski w latach 1962–1990, arcybiskup ad personam od 1987.

## Życiorys
Urodził się 1 listopada 1919 w Krośnie. Jego starszy brat Adam również został księdzem. Kształcił się w miejscowym Gimnazjum i Liceum im. Mikołaja Kopernika. W 1937 złożył egzamin dojrzałości. Należał do Sodalicji Mariańskiej. W 1937 rozpoczął studia filozoficzno-teologiczne w Instytucie Teologicznym w Przemyślu i formację kapłańską w tamtejszym Wyższym Seminarium Duchownym. Po zamknięciu seminarium we wrześniu 1939 wznowił studia w maju 1940 w Brzozowie. Tamże w kaplicy seminaryjnej w willi Anatolówka 3 marca 1943 został wyświęcony na prezbitera przez biskupa diecezjalnego przemyskiego Franciszka Bardę. Od 1946 kontynuował studia na Wydziale Filozofii Chrześcijańskiej Katolickiego Uniwersytetu Lubelskiego, gdzie w 1949 na podstawie dysertacji Tomistyczna metafizyka dobra uzyskał doktorat.
Od 1943 do 1946 był wikariuszem w parafii św. Józefa w Trzcieńcu. W 1946 pracował ponadto jako duszpasterz w parafii św. Mikołaja w Pnikucie, a następnie wikariusz w parafii Ducha Świętego w Przeworsku. W 1955 został sędzią synodalnym. Jako promotor wiary uczestniczył w procesach informacyjnych sług Bożych ks. Jana Balickiego i ks. Bronisława Markiewicza.
W latach 1949–1962 prowadził wykłady z filozofii w Wyższym Seminarium Duchownym w Przemyślu, gdzie od 1949 piastował stanowisko prefekta, a od 1957 urząd wicerektora.
26 lutego 1962 papież Jan XXIII mianował go biskupem diecezjalnym diecezji tarnowskiej. Święcenia biskupie otrzymał 20 maja 1962 w bazylice katedralnej św. Jana Chrzciciela i Wniebowzięcia Najświętszej Maryi Panny w Przemyślu. Udzielił mu ich arcybiskup metropolita lwowski i administrator apostolski archidiecezji krakowskiej Eugeniusz Baziak w asyście Franciszka Bardy, biskupa diecezjalnego przemyskiego, i Karola Pękali, biskupa pomocniczego tarnowskiego. Jako zawołanie biskupie przyjął słowa „Lavare pedes” (Umywać stopy). 26 maja 1962 kanonicznie objął diecezję, a dzień później odbył ingres do katedry Narodzenia Najświętszej Maryi Panny w Tarnowie. Przeprowadził IV synod diecezjalny. W miejsce zamkniętego przez władze świeckie małego seminarium utworzył studium humanistyczne. Reaktywował Instytut Wyższej Kultury Religijnej. Dbał o dobre wykształcenie księży. Wysyłał kapłanów do pracy w krajach zachodnioeuropejskich, południowoamerykańskich, w Stanach Zjednoczonych, a także na misje w centralnej Afryce (utworzył misję chrystianizacyjną w Ludowej Republice Konga). Przeprowadził reformę kurii i sądu biskupiego, ustanowił radę duszpasterską, radę kapłańską i kolegium konsultorów. Erygował 132 nowe parafie. Przyczynił się do wybudowania Domu Księży Emerytów w Zbylitowskiej Górze i Domu Samotnej Matki w Tarnowie. Wznowił działalność diecezjalnej Caritas i wydawanie czasopisma naukowego „Tarnowskie Studia Teologiczne”. Podjął starania o kanonizację błogosławionej Kingi i beatyfikację Karoliny Kózki. Przeprowadził dwie diecezjalne peregrynacje Matki Boskiej Częstochowskiej, w latach 1968–1970 w symbolach Ewangelii i świecy, a w 1983 w jasnogórskim obrazie. 10 czerwca 1987 podczas pobytu papieża Jana Pawła II w diecezji tarnowskiej został wyniesiony do godności arcybiskupa ad personam.
W Episkopacie Polski był członkiem Komisji ds. Katolickiego Uniwersytetu Lubelskiego, Komisji ds. Budowy Kościołów i Komisji Duszpasterskiej. W 1973 został członkiem Kongregacji ds. Świętych i Błogosławionych. W 1962 i 1965 uczestniczył odpowiednio w I i IV sesji soboru watykańskiego II. W 1976 brał udział w Międzynarodowym Kongresie Eucharystycznym w Filadelfii. W 1981 głosił rekolekcje wielkopostne w Watykanie.
Konsekrował biskupów pomocniczych tarnowskich: Józefa Gucwę (1969) i Władysława Bobowskiego (1975). Był współkonsekratorem podczas sakr 8 biskupów, m.in. późniejszych kardynałów: Mariana Jaworskiego (1984) i Kazimierza Nycza (1988).
Zmarł 31 marca 1990 w Tarnowie. 4 kwietnia 1990 został pochowany w krypcie katedry tarnowskiej.
Jego imię nadano Klubowi Inteligencji Katolickiej w Tarnowie i Archiwum Diecezjalnemu w Tarnowie. Powstała także fundacja jego imienia przyznająca corocznie stypendia uzdolnionej młodzieży. Jego imieniem nazwano również jedną z ulic w Tarnowie.